# Three Crosses
Three Crosses (en anglais) ou Y Crwys (en gallois) est un village et une communauté de la cité et comté de Swansea, au pays de Galles.

## Géographie
Three Crosses est situé à une dizaine de kilomètres du centre-ville de Swansea, dans le nord de la péninsule de Gower. 
Il est détaché de la communauté de Llanrhidian Higher / Llanrhidian Uchaf en 2012 pour former une communauté distincte.